# Rönnbäckssjön
Rönnbäckssjön är en sjö i Storumans kommun i Lappland och ingår i Umeälvens huvudavrinningsområde. Sjön är 34,5 meter djup, har en yta på 9,376 kvadratkilometer och befinner sig 0 meter över havet.